# Азаров, Борис Иванович
Борис Иванович Азаров (19 июля 1940, Симферополь — 15 февраля 2013, там же) — украинский и советский режиссёр и актёр. Заслуженный деятель искусств УССР (1983). Лауреат премии Автономной Республики Крым, художественный руководитель — директор Республиканской организации «Крымский театр кукол».

## Биография
Родился 19 июля 1940 года в Симферополе.
В 1975 году окончил Краснодарский государственный институт культуры.
С 1959 года работал в Крымском театре кукол — начинал работником сцены и осветителем, с 1962 года был актёром, с 1978 по 2013 год — главный режиссёр, с 1998 года — художественный руководитель.
Борис Азаров был членом Международного союза деятелей театра кукол (UNIMA)), членом Комиссии по работе с театрами кукол при Президиуме Академии искусств Украины.
На протяжении четырёх лет Борис Иванович возглавлял Международное жюри кукольников Европы. Являлся лауреатом множества премий за значительный вклад в развитие культуры и за достижения в области кукольного и театрального искусства.
Умер 15 февраля 2013 года в Симферополе от тяжёлой болезни на 73-м году жизни.

## Театральные постановки
Представлениями-открытиями стали «Стойкий оловянный солдатик», «Ищи ветра в поле», «Звёздный мальчик» (1985), «Карнавал кукол» (1995). Впервые на Украине в театре кукол им были поставлены балет и опера «Сказки Чуковского».
Спектакль «Петрушка и Ко» Б. Азарова и В. Куренковой — призёр XI международного фестиваля театров кукол «Театр в чемодане» в трёх номинациях (г. Ломжа, Польша, 1998 г.).

## Награды
- Кавалер ордена «За заслуги» ІІІ степени (2009)[1].
- Премия Автономной Республики Крым за 2003 год